# 长野县
36°15′N 138°6′E / 36.250°N 138.100°E
長野縣（日语：／ Nagano ken */?）為日本的一個縣份，位於本州中部的中央高地上，是日本八個內陸縣份之一。縣廳設於長野市。長野縣是日本面積第四大的一級行政區，僅次於北海道、岩手縣及福島縣，也是日本面積最大的內陸縣。由於長野縣的轄區範圍大致相當於令制國中的信濃國，因此也常被稱為信州或是信越（信濃与越後）。長野縣轄區範圍呈現東西窄南北長的外形，地形以高原與盆地為主。全縣分為19市23町35村。長野縣內有許多海拔高於兩千公尺的高山，因此也有「日本的屋脊」之稱。也因高山與盆地的地形影響，長野縣的氣候屬於內陸型氣候，溫差較大且降水較少。長野縣還是日本著名的長壽縣，男性平均壽命高居日本首位，女性平均壽命也是日本第五。

## 歷史

### 史前至江戶時代
長野縣自舊石器時代開始就有人類活動。野尻湖附近的立鼻遺跡發現了大型草食動物、石器等遺跡，顯示在距今三萬年前這裡已有人類進行狩獵活動:27。飯田市的石子原遺跡亦有超過2萬2千年的歷史:28。近年發掘的竹佐中原遺跡的歷史更可能早於舊石器時代。長野縣內的舊石器時代後期遺跡有馬場平遺跡、上之平遺跡、矢出川遺跡等。考古學家在矢出川遺跡發現了日本最早的細石器:28。在繩文時代，八岳山麓是長野縣內文明最為發展的地區。在諏訪郡原村的阿久遺跡發現了日本最古老的環状集石:29。彌生時代之後，水稻種植技術開始在日本普及。長野縣內的彌生文化分為南部的天龍川水系和北部的千曲川水系兩個地區，兩地在生產體制上有明顯不同:30。古墳時代之後，長野縣也開始受到大和朝廷影響，出現川柳將軍塚古墳等古墳遺跡:30。5世紀之後，長野縣已經有豪族出現，成為當地的主要支配者:31。

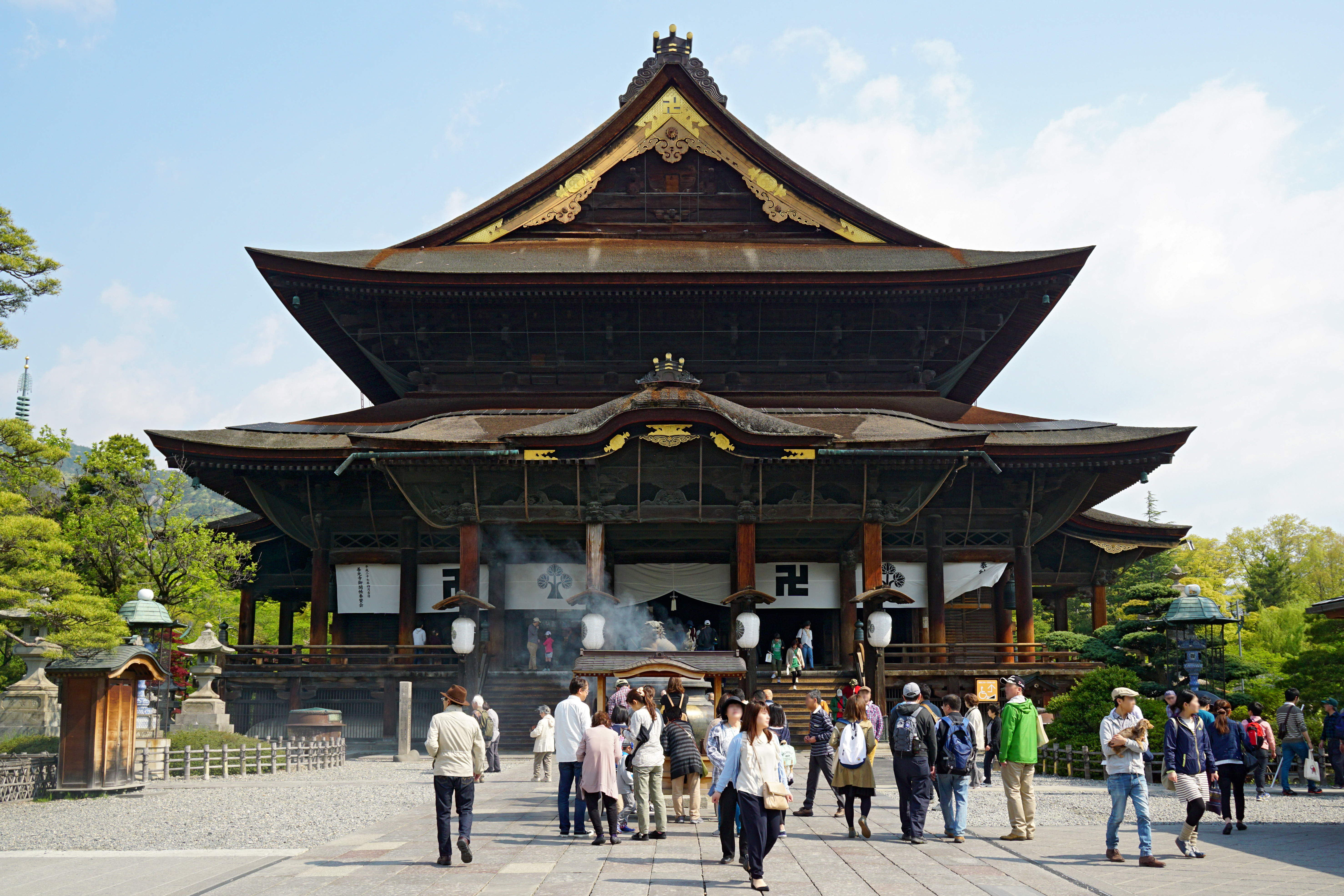
善光寺的本堂建築是日本國寶

大化改新之後，日本效仿中國實施律令制並在全國各地設置令制國。長野縣地區屬於信濃國:32。當時信濃是重要的軍馬產地，並且是東山道的必經之地，軍事地位十分重要:33。隨著佛教的普及，善光寺等名剎亦創建於這一時期:34。平安時代中期之後，武士階級開始興起並成為信濃國新的支配者。木曾義仲即起兵於信濃國:36。鎌倉時代時，北條氏、比企氏曾就信濃國的支配權展開激烈爭奪。承久之亂後，北條氏成為信濃國的統治者:37。
在室町幕府時期，信濃國是眾多中小勢力混戰的地區，最終呈現南部的小笠原氏、北部的村上氏及眾多中小勢力並存的局面:39。信濃國缺乏強力大名這一局勢給了外部勢力可乘之機。甲斐國的武田氏自16世紀中期開始攻入信濃國並成功佔領信濃全境。此後武田氏和以越後國為地盤的上杉氏發生激烈衝突，信濃國也成為兩大勢力主要爭奪地區:39。武田氏在1575年（天正3年）的長篠之戰之後開始瓦解。本能寺之變之後，信濃國呈現上杉景勝、德川家康、北條氏直三強爭鬥的局面:40。1590年（天正18年），豐臣秀吉在滅亡北條氏之後將德川家康移封關東，並將直接從屬於自己的大名移封信濃:41。關原之戰後，信濃國成為德川氏的領國。在江戶時代，信濃國有眾多小藩割據且大名頻繁交替:42。城下町松本和門前町善光寺町（相當於現在的長野市）是信濃在江戶時代最為繁榮的城市:43。江戶時代的信濃國經濟有明顯發展，內陸的地理環境使得信濃國蕎麥、林業、養蠶等產業發達:47。但另一方面，百姓的生活水準仍難言富裕，時有一揆發生:49。18世紀末期至19世紀，私塾在信濃國急速普及，數量高居日本第一，極大提高了民眾的文化水準，也確立了今日長野縣被譽為「教育縣」的基礎:49。

### 長野縣的設立

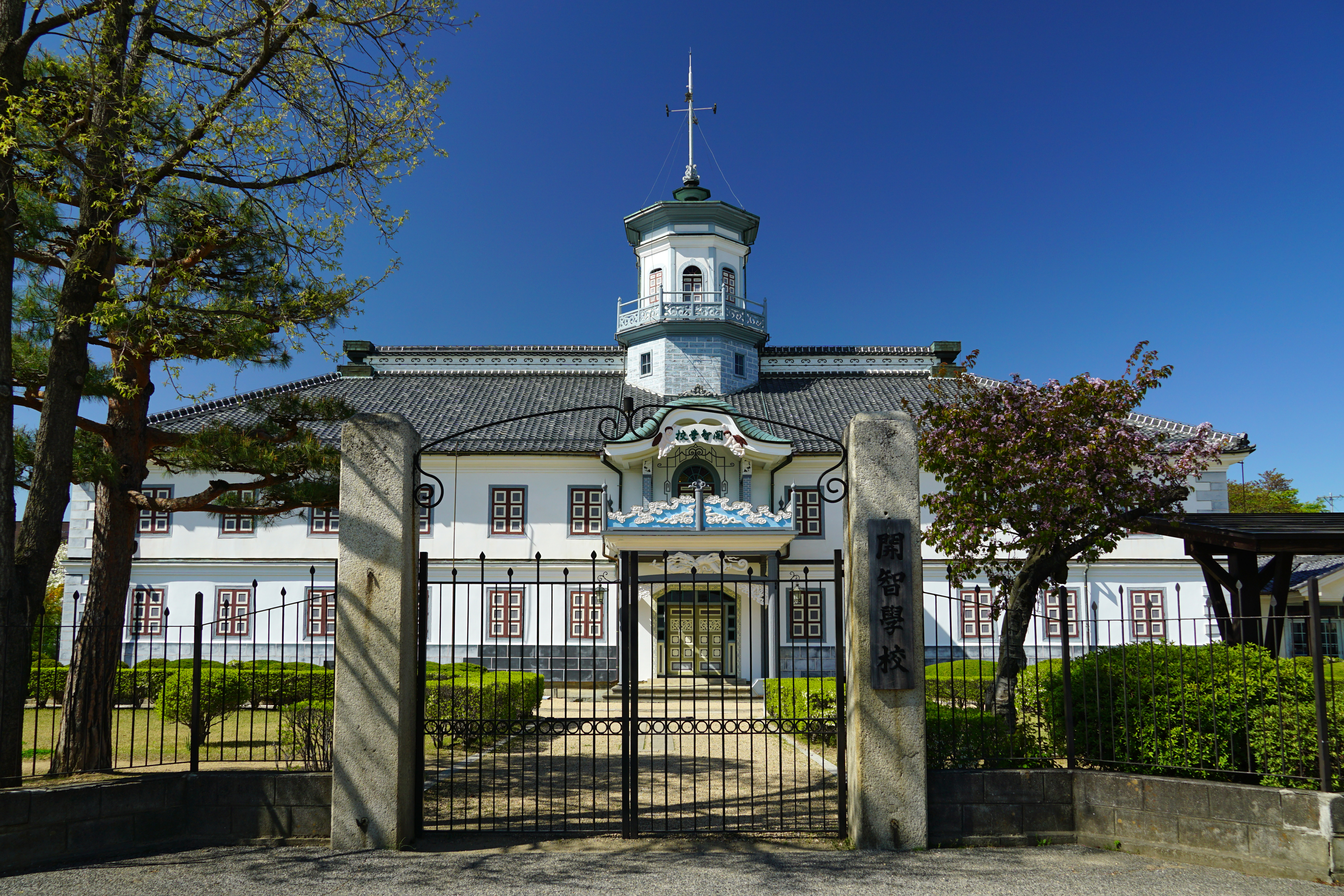
舊開智學校

在幕末時期，松本藩、松代藩等藩都曾有導入新品種桑樹、引入西式軍制等殖產興業政策:51。1871年廢藩置縣之後，現在長野縣轄區範圍內一度有多達14個縣。在經過整併之後，1871年11月時，現在長野縣轄區分為摩、長野兩縣。1876年，筑摩縣廳被大火燒毀，此後縣大部分轄區被併入長野縣。今日長野縣自此誕生:52。由於新成立的長野縣的縣廳位置偏北，導致長野縣的內部對立較為嚴重，南北在縣政上多有分歧:53。在明治時期，製絲和養蠶產業是長野縣最主要的產業。自1880年開始，長野縣的生絲產量就是日本第一:53。1904年時，長野縣生絲產量佔日本的24%，勞動者數佔日本的31%:54。1880年代後期至1890年代，長野縣陸續開通了鐵路和公路，更促進了產業的近代化。成立於明治初期的成知學校和開智學校是日本最早小學校之一，可見長野縣民對教育的重視程度。在明治初期，長野縣的小學入學率穩居日本前三:56。
1920年代中期，大蕭條和霜害給長野縣的養蠶業帶來嚴重打擊，導致長野縣經濟一度極為蕭條。生活窮困的民眾被迫移民以尋求活路。九一八事變之後，長野縣是滿蒙開拓移民的主要提供地之一。至二戰結束時，長野縣有超過3.3萬人移民滿蒙，數量居所有都道府縣之冠:57。戰爭也使得大量長野縣民被徵兵並導致人口出現減少:57。在二戰末期，地處內陸的長野縣被日軍視為本土決戰時的最後據點。日軍在長野縣修築了松代大本營作為本土決戰時的軍政中樞，在日本投降時已完成大部分工程:58。
1947年，長野縣進行了首次縣知事普選，日本社會黨人林虎雄當選，開始了為期12年的革新縣政。林虎雄以綜合開發和工業立縣為發展目標，雖使得長野經濟有明顯發展，但也帶來財政赤字膨脹的問題:58。1948年，長期不睦的縣內感情使得長野縣分縣案成為現實並進入縣議會審議，但被否決。1950年代，長野縣進行了大規模市町村合併，但仍然是自治體數量較多的縣:59。同時隨著工業化的進展，長野縣的城市人口超過農村人口，農業就業人口比例也大幅減少，但這也帶來農村過疏的問題:59。1972年，輕井澤町發生連合赤軍成員脅持人質與警方對峙10天的淺間山莊事件，最終以警方強行攻堅而解決。兩名警察在這起事件中殉職並有一名普通民眾犧牲。1994年，松本市發生奧姆真理教信徒使用沙林毒氣對一般民眾進行恐怖攻擊的沙林毒氣事件。這兩起事件在當時都嚴重震撼了日本社會。1997年，長野新幹線（現北陸新幹線的一部分）通車。翌年，長野市舉辦了冬季奧運會。這是日本第二次舉辦冬季奧運會，也使得長野的國際知名度大為提高。2005年，原屬長野縣的山口村越境合併入岐阜縣中津川市，是日本自1968年以來首次出現跨縣合併的情況。

## 地理

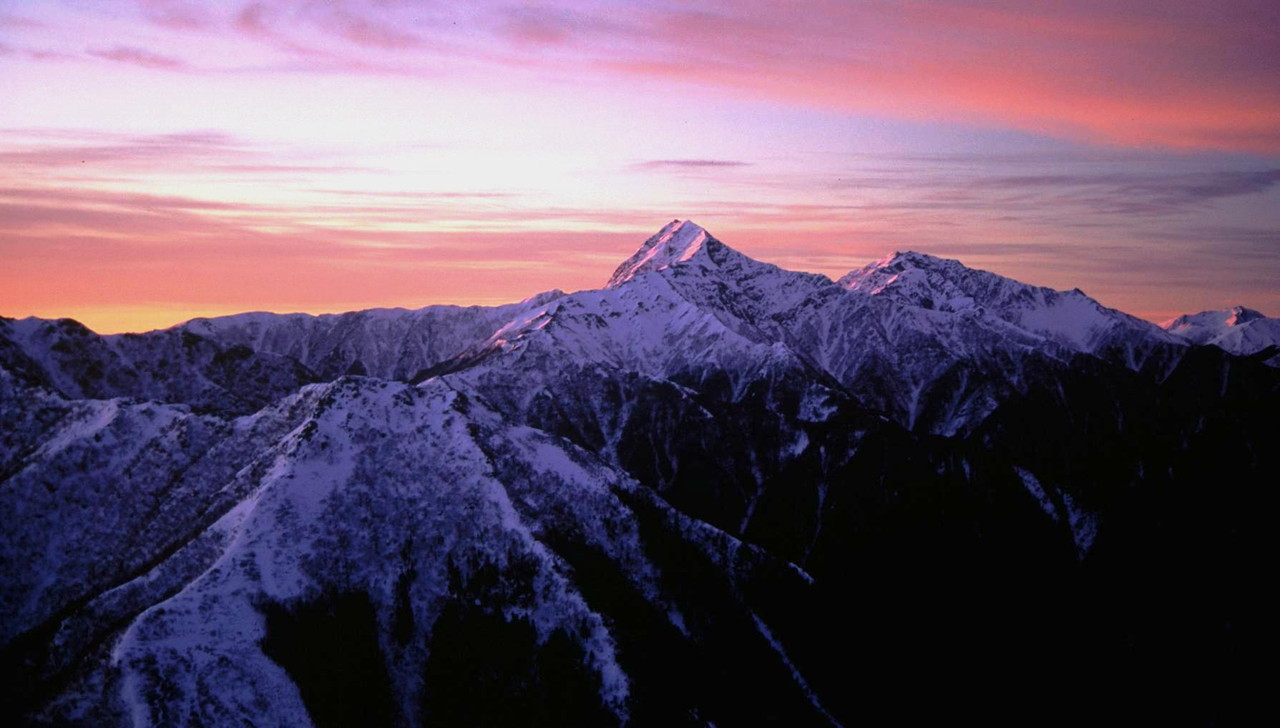
北岳是日本第二高峰和長野縣最高峰

長野縣位於本州中部，南北長約212公里，東西寬約120公里:24，擁有八個陸上鄰縣（群馬縣、埼玉縣、山梨縣、靜岡縣、愛知縣、岐阜縣、富山縣、新潟縣），是日本接壤縣份最多的縣。東西日本的地質學分界線糸魚川靜岡構造線縱貫長野縣南北，沿線有四庄盆地、松本盆地、諏訪盆地等盆地，構造線兩側在地形和地質上有很大不同:5。也因此長野縣內的活斷層和地震次數都較多:4。長野縣自西至東有飛驒山脈、木曾山脈、赤石山脈三大山脈，這三大山脈合稱「日本阿爾卑斯」:5。多山的地形使得長野縣有「日本屋脊」之稱，縣內有15座海拔高度超過3,000米的山峰:24。飛驒山脈的特色是非對稱山稜和第四紀火山:7。木曾山脈大部分由花崗岩構成，冰河地形發達:8。赤石山脈則多由古生代和中生代的堆積岩形成，沒有火山分佈。雖然木曾山脈擁有日本第二高峰北岳(北岳屬於赤石山脈)等海拔超過3,000米的高峰，但因岩石質地較易受侵蝕，因此山容較為平緩:8。長野縣內火山眾多，主要火山有八岳、淺間山、燒岳等，縣內三分之一的面積被火山噴出物覆蓋:9。位於長野縣西部的御嶽山原本並不活躍，但在1979年突然噴發，此後活動頻繁。2014年御嶽山火山噴發導致58名登山客死亡，是日本二戰之後死亡人數最多的火山事故。長野縣的輕井澤高原、富士見高原、霧峰高原、志賀高原等地則是著名的觀光地:11。長野縣的宅地、耕地、牧場面積只佔全縣的14.8%:358，山脈之間的谷地和盆地則是長野縣主要的人口聚居區，這也導致長野縣的人口分佈極不均衡:23。長野縣內的主要盆地有北部的長野盆地、東部的上田盆地和佐久盆地:15、中部的松本盆地:16、南部的諏訪盆地和伊那盆地:18，其中以松本盆地面積最大。長野縣河川眾多，縣內主要河流有千曲川、天龍川、木曾川。日本第一長河，全長367公里的信濃川在長野縣內被稱為千曲川，主要流經長野縣東部:13。犀川和千曲川的匯流處是戰國時代著名戰役川中島之戰的爆發地點。天龍川則是長野縣南部的主要河川，伊那盆地系由天龍川沖積形成:19。位於長野縣南部的諏訪湖面積有12.9平方公里，是長野縣面積第一大湖泊。長野縣還有野尻湖等湖泊。

### 氣候

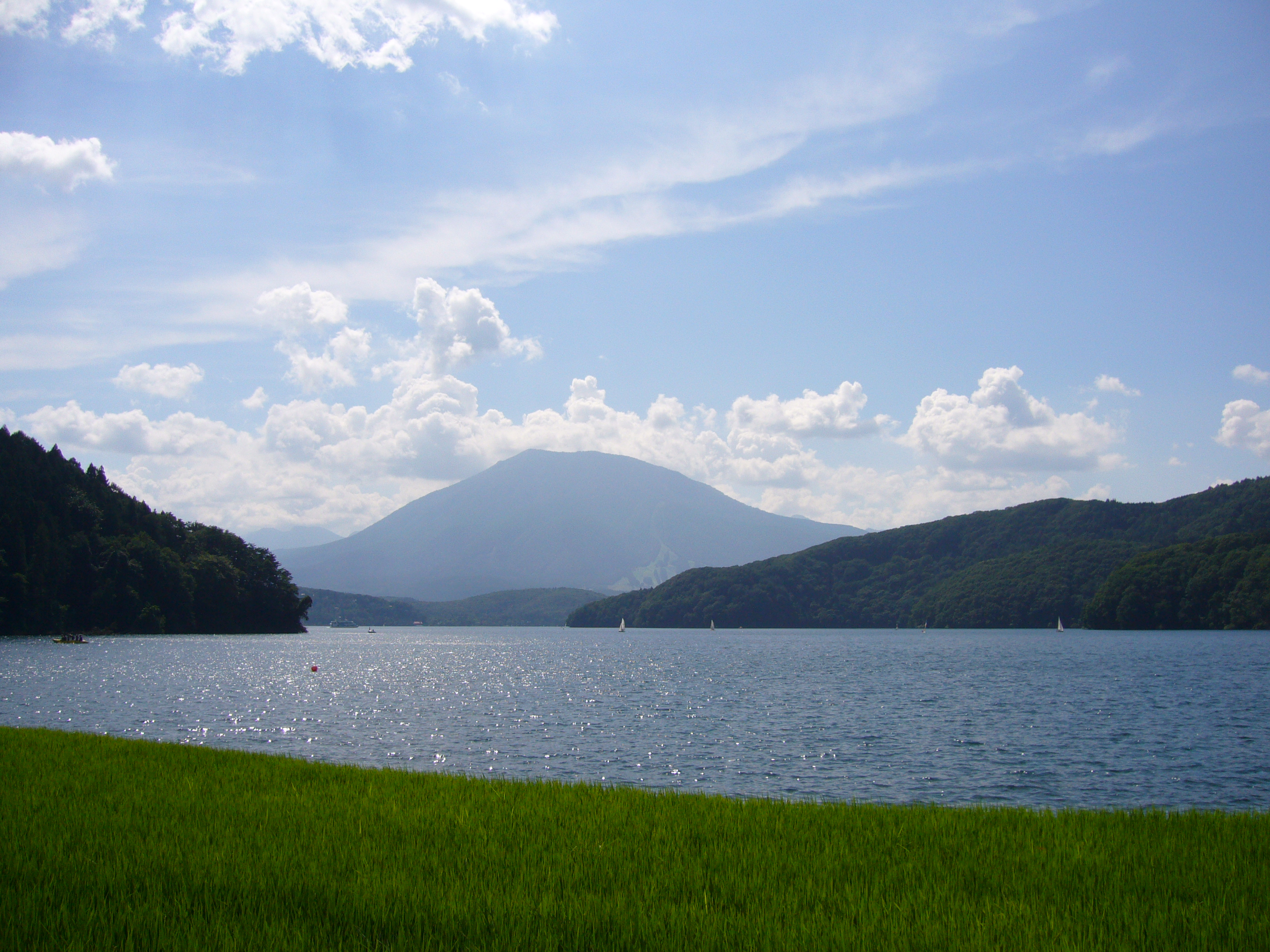
野尻湖景色

長野縣大部分地區屬於內陸性氣候，但北部的部分地區（長野盆地、白馬岳山麓等地）有日本海側氣候的特徵，兩者之間的主要區別在於冬季時有日本海側氣候特徵的地區降雪量明顯多於其他地區，也使得有日本海側氣候特徵的地區滑雪等冬季運動發達:24。長野縣在冬季氣候寒冷。在日本所有都道府縣廳所在地的1月平均氣溫中，長野市是倒數第四位:24。但另一方面，長野縣的溫差較大。長野市的氣溫年較差在所有都道府縣廳所在地僅次於札幌市:26。夏季的長野雖然白天氣候炎熱，但早晚氣候涼爽。降水量較少是長野縣氣候的另一特點。長野縣除了南部地區之外，大部分盆地地區的年降水量不到1,000毫米。長野市是日本降水量最少的都道府縣廳所在地:26。另一方面，長野縣日照時間較長，松本市的年日照時間達2,322小時:26。這些氣候特徵使得長野縣適合開展果樹種植，盛產蘋果、葡萄、桃等作物，有「果樹王國」之稱:27。

### 行政區劃
長野縣全縣可以分為北信地方、東信地方、中信地方、南信地方四個地方:26，中信地方和南信地方舊屬筑摩縣。北信地方又可分為長野地域（長野市、須坂市、千曲市、坂城町、小布施町、高山村、信濃町、飯綱町、小川村）和北信地域（中野市、飯山市、山之內町、木島平村、野澤溫泉村、榮村）兩個地區。東信地方可以分為上小地域（上田市、東御市、長和町、青木村）和佐久地域（小諸市、佐久市、佐久穗町、小海町、川上村、南牧村、南相木村、北相木村、輕井澤町、御代田町、立科町）兩個地區。中信地方可以分為松本地域（松本市、鹽尻市、安曇野市、筑北村、麻績村、生坂村、山形村、朝日村）、大北地域（大町市、池田町、松川村、白馬村、小谷村）、木曾地域（木曾町、上松町、南木曾町、木祖村、王瀧村、大桑村）三個地區。南信地方可以分為上伊那地域（伊那市、駒根市、辰野町、箕輪町、飯島町、南箕輪村、中川村、宮田村）、飯伊地域（飯田市、松川町、高森町、阿南町、阿智村、平谷村、根羽村、下條村、売木村、天龍村、泰阜村、喬木村、豐丘村、大鹿村）、諏訪地域（岡谷市、諏訪市、茅野市、下諏訪町、富士見町、原村）三個地區。

## 人口
1920年日本首次人口普查時，長野縣有人口約150萬人。二戰之前，長野縣人口增長較為緩慢，1930年代後更因移民流出和徵兵而出現減少的情況:195。二戰結束後，由於嬰兒潮和各地移民返鄉，長野縣人口一度暴增，1947年時增加到約有205萬:194。然而在1950年代至1960年代的經濟高速增長時期，由於人口嚴重外流，長野縣人口一度減少，1966年時只有約195萬人:195。此後隨著人口流出減少，長野縣人口恢復增長。2000年時，長野縣人口達到221.5萬人的峰值。此後由於老齡化、少子化，長野縣人口數再次開始減少。2017年5月1日時，長野縣有人口2,078,645人。長野縣的人口密度不到日本平均值的一半，且人口高度集中於盆地地區:196。小盆地眾多也使得長野縣缺乏規模較大的都市圈。長野縣除了長野市、松本市之外沒有人口超過20萬人的中等城市:196。長野縣的人口老齡化和過疏問題也比日本大多數地區更為嚴峻。但另一方面，長野縣的人口流出率處於日本中位水準:197，總和生育率也略高於日本平均值。

## 政治

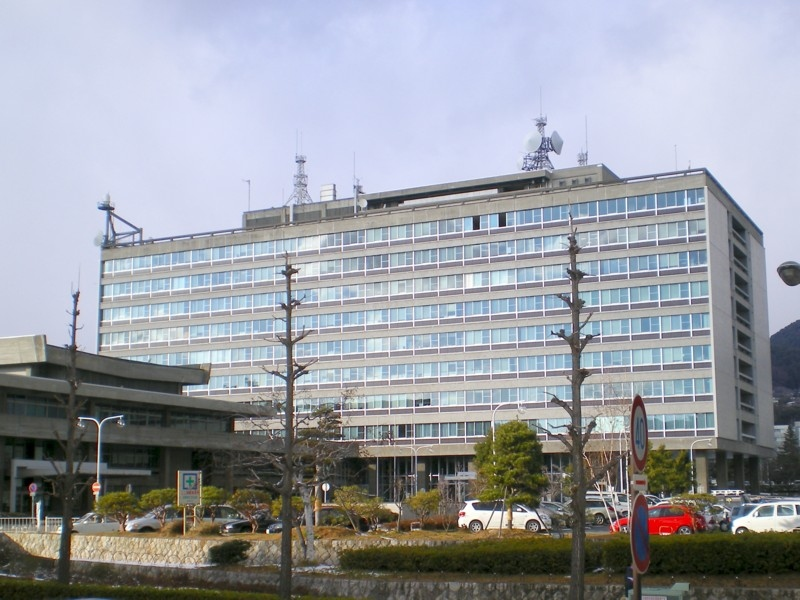
長野縣廳

1996年日本導入小選舉區制之後，在眾議院選舉中，長野縣被劃分為5個選舉區。長野縣第4區和長野縣第5區是自民黨優勢的選區，在近年的眾議院選舉中除了2009年由民主黨候選人當選之外，都是自民黨人當選。長野縣第2區和長野縣第3區曾是民主黨佔優的選區，但在2014年眾議院選舉中，自民黨和維新黨瓜分了這兩個選區的議席。然而2017年眾議院選舉時，希望之黨又獲得了這兩個議席。自帝國議會時代開始，小坂家曾壟斷長野縣第1區議席超過百年。但自2009年以來，非自民黨人士篠原孝已連續四次當選該選區的議員。2021年眾議院選舉時，自民黨候選人在除了長野縣2區之外的四個選舉區當選，長野縣2區則由立憲民主黨候選人當選。
在參議院選舉中，長野縣屬於長野縣選舉區，原本有4名議員，但自2016年開始改為只有2名議員。在長野縣選舉區有四名議員的時代，左右兩派政黨長期均分這兩個議席。在2016年該選區改為只有兩名議員的首次選舉中，民進黨的杉尾秀哉當選該選區議員。現在長野縣的兩名參議院議員均為立憲民主黨人士。
2002年，時任長野縣知事田中康夫因主張擺脫依賴土木工程的行政路線而觸動既得利益者，引發縣議會發起不信任案並通過。然而在之後的重新選舉中，田中康夫仍順利當選。但在2006年的長野縣知事選舉中，田中康夫不敵村井仁。村井仁在上任之後對田中縣政展開「完全清算」，田中時代的政策大多被否定。現任長野縣知事是阿部守一，他在2010年長野縣知事選舉中以微弱優勢當選，在2014年以超過八成的得票率連任，2018年也以超過85%的得票率當選，2022年亦成功連任。長野縣議會共有57名議員，其中最大黨派是有29名議員的自民黨。長野縣的財政力指數屬於C集團，在日本是中等水準。

## 經濟
2014年度，長野縣的縣內生產總值有78,870億日元，人均縣民所得有282.1萬日元，和日本平均值幾乎相同。

### 第一產業
2015年，長野縣有農戶數約10.47萬戶，高居日本第一。長野縣的農業就業人口則位居日本第三，農業產值則位居日本第十。多山的地形和較少的降水使得長野縣的耕地面積、水田面積比率遠低於日本平均:64。長野縣的萵苣、西芹、康乃馨、山葵等農產品收穫量是日本第一，大白菜、加工用番茄、葡萄、蘋果等農產品的產量也是日本前列。1955年之前，長野縣的農業以稻米種植和養蠶業為主。但在化纖普及之後，果樹栽培和高原蔬菜栽培興盛，成為長野縣農業的主要部分:65。長野縣稻米總產量中一等米的比率長期超過九成，且每公頃平均產量也是日本前列。長野縣的森林覆蓋率達79%，森林面積高居日本第三位，但長野縣的木材生產量在日本只是中等水準:80。長野縣雖然是內陸縣，但內水養殖產業有一定規模，虹鱒產量是日本前列:91。

### 第二產業

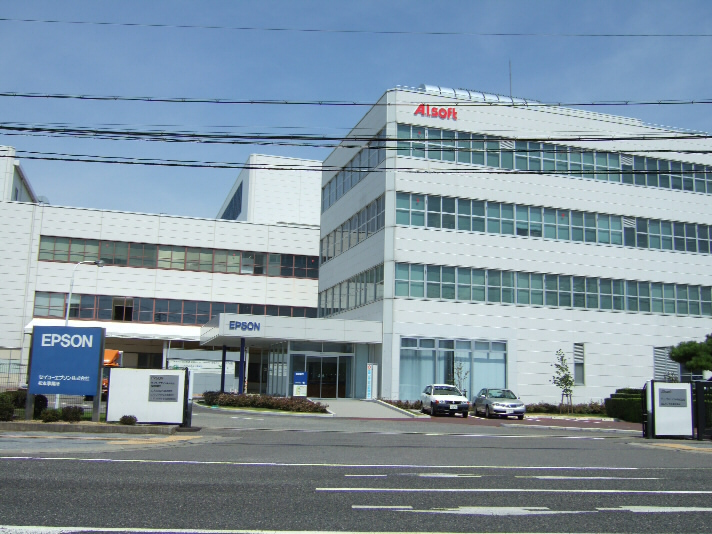
精工愛普生是發祥於長野縣的大企業

2014年，長野縣的工業品生產額有54,547億日元。長野縣工業中以電氣電子業比重最大，其次是機械業、信息業、食品飲料業。在明治初期至1940年代，生絲產業曾是長野最主要的工業:103。戰後電氣機械工業取代生絲產業，成為長野縣工業的最主要部分。長野縣的冷涼氣候適合開展精密儀器製造業，諏訪地區是日本少有的內陸工業地區，有「日本的瑞士」之稱:106。世界著名的機械企業精工愛普生創業於長野縣，現在也是縣內最大的製造業企業。

### 第三產業
長野縣有總行位於長野市的八十二銀行和總行位於松本市的長野銀行兩家地方銀行。2014年，長野縣全年商品銷售額達49,948億日元。長野市和松本市集中了長野縣約六成的批發銷售額和約三成的零售銷售額。2015年，長野縣觀光客人數達9,331萬人，和前一年相比增加了約一成，為長野縣帶來超過3,300億日元的消費。

## 文化

### 方言
長野縣複雜的地形使得各地交通在古代較為隔離，加上地處日語東西方言分界線的地理位置，使得長野縣內的方言頗為複雜。長野縣方言可以分為奧信濃方言、北信方言、東信方言、中信方言、南信方言五個區域:141，其中通行於榮村的奧信濃方言和新潟縣的中越方言有較多共同之處:142。

### 飲食
位於內陸的地理環境使得長野縣的飲食文化和日本其他地方相比獨具特色。長野縣的味噌和寒天產量高居日本第一，菜餚中較多使用味噌調味是長野縣飲食的一大特色。長野縣南部地區在過去發生飢荒時曾有食用昆蟲的風俗，現在這一習慣已成為長野縣飲食文化的特色之一:128。長野縣有「漬物王國」之稱，其中又以野澤菜漬最為著名:129。長野還是日本主要的蕎麥產地，因此蕎麥麵的飲食文化十分興盛:130。

### 媒體
信濃每日新聞是長野縣最大的地方報紙，發行範圍覆蓋長野全縣。2015年時，信濃每日新聞日發行量超過47萬份，佔據長野縣過半市場份額。除了信濃每日新聞之外，日本各全國性報紙及中日新聞也有在長野縣發行，並且還有長野日報等只在長野縣部分地區發行的報紙。長野縣內有NHK長野放送局、日視新聞網的信州電視台（TSB）、全日本新聞網的長野朝日放送（abn）、日本新聞網的信越放送（SBC）、富士新聞網的長野放送（NBS）五家電視台。

### 體育

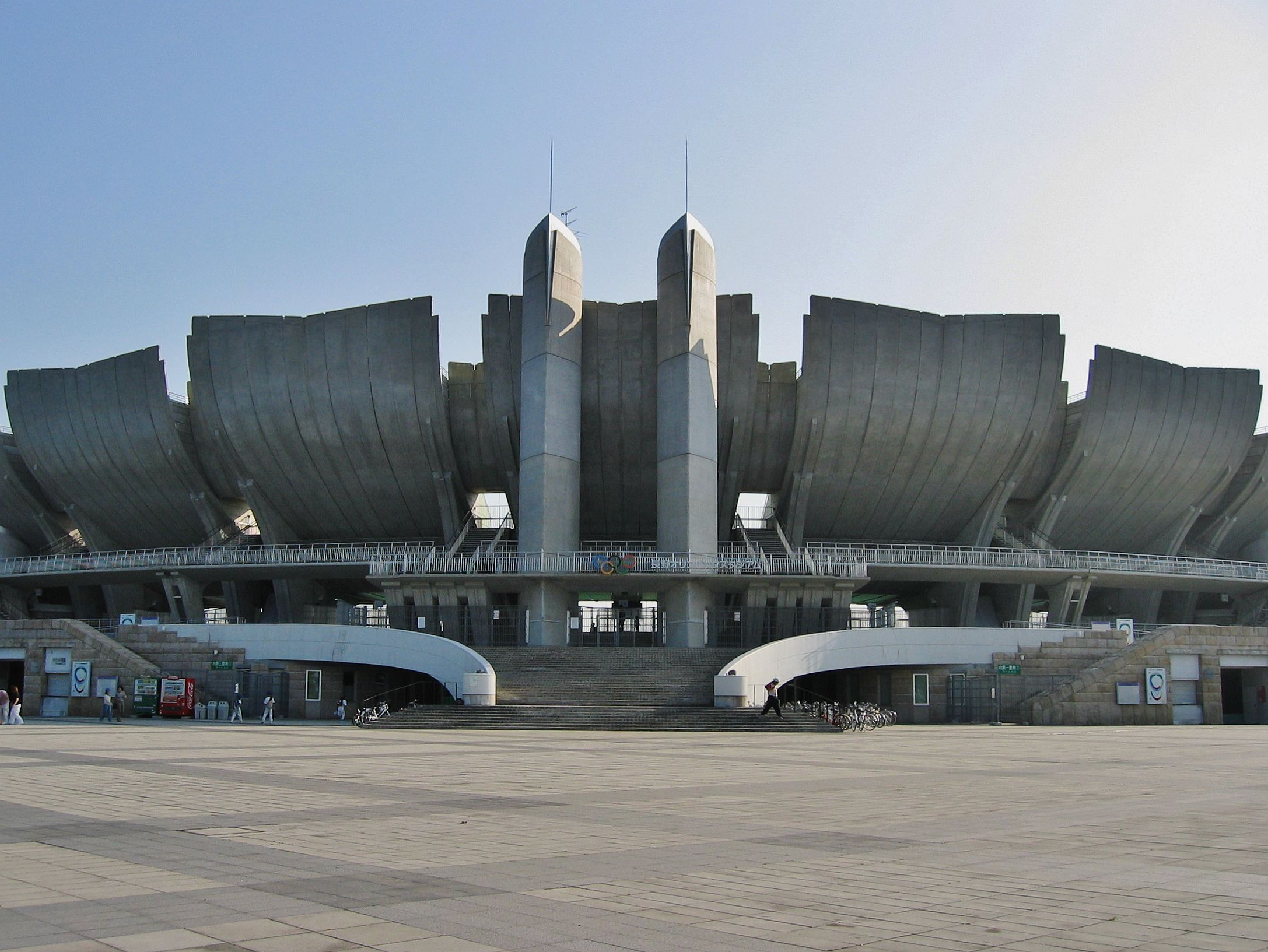
長野奧林匹克體育場

長野縣有松本山雅和AC長野拍檔兩家日本職業足球聯賽球隊。棒球挑戰聯盟的信濃大鬣羚則是長野縣唯一的職業棒球俱樂部。B聯賽的信州勇士是長野縣唯一的職業籃球俱樂部。長野縣是1998年冬季奧運會的舉辦地。這屆奧運會的主會場位於長野市，但白馬村、飯綱高原、野澤溫泉村、山之內町、輕井澤町也舉辦了部分項目的比賽。

### 教育
信州大學創立於1949年，是長野縣唯一的國立大學，設有五個校區，是擁有八個學院和近11,000名學生的綜合性大學。長野縣設有長野大學（位於上田市）一所公立大學和長野縣看護大學一所縣立大學。長野縣內還有佐久大學、諏訪東京理科大學、清泉女學院大學、松本大學、松本牙科大學五所私立大學。

## 交通

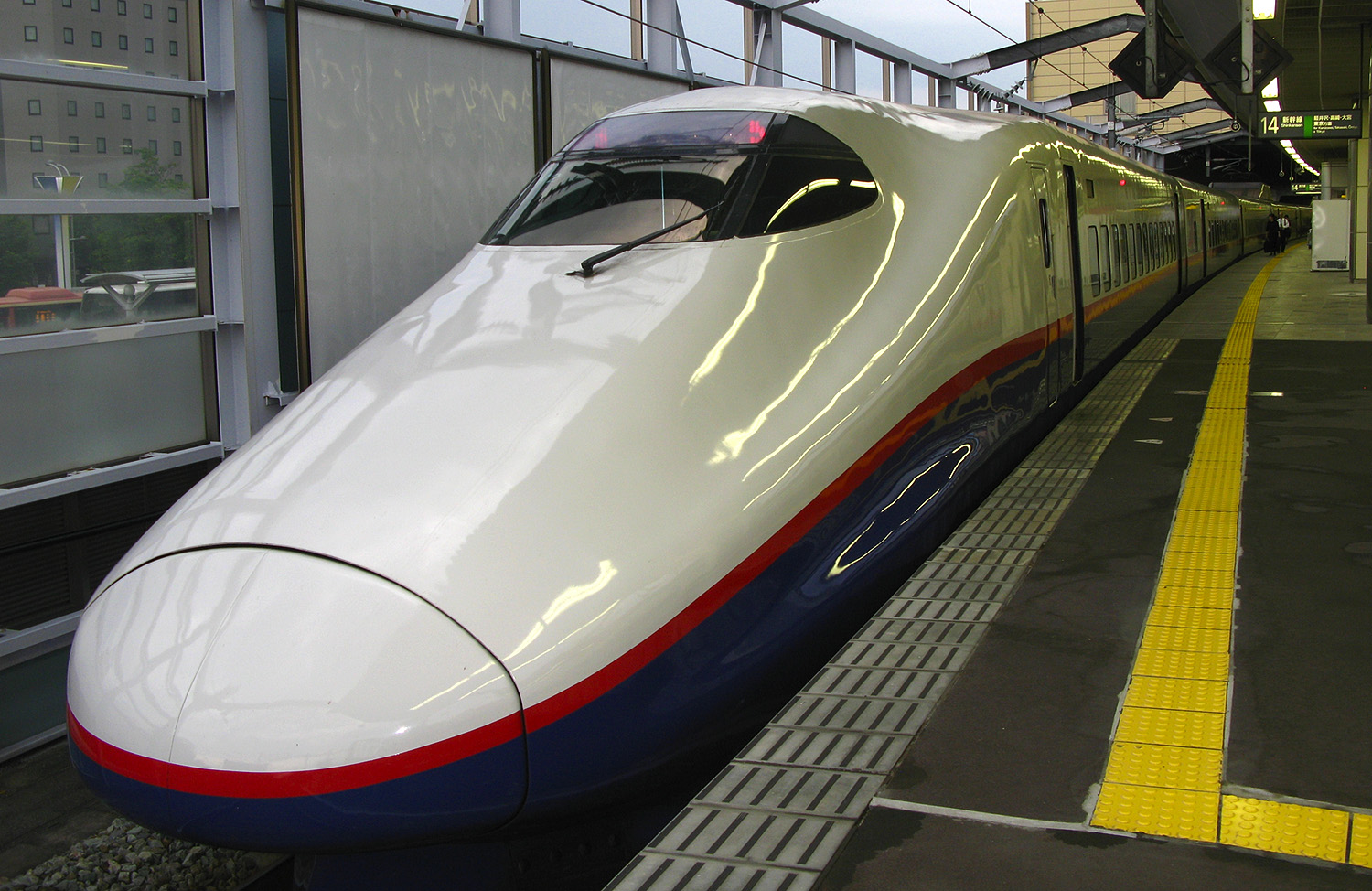
長野站的淺間號列車

居於本州中部的地理位置使得長野縣自古就是日本地理上很重要的交通要衝，江戶時代的五街道中的中山道（又名中仙道）與甲州街道在長野縣內交叉，此外縣內還有北國街道（又名善光寺街道）等街道:201，在古代就交通四通八達。

### 鐵路
1888年，信越本線直江津站至輕井澤站之間的路段通車，開啟長野縣的鐵路史:205。長野縣是日本唯一縣內同時有三家JR（JR東日本、JR東海、JR西日本）路線的縣。東日本旅客鐵道（JR東日本）在長野縣運營有北陸新幹線、信越本線、中央本線（東線）、篠之井線、飯山線、大糸線、小海線、大糸線（松本站至南小谷站區間）九條路線。JR東海在長野縣運營有中央本線（西線）和飯田線兩條路線。JR西日本在長野縣運營有大糸線南小谷站以北的區間。新宿站和松本站之間的梓號列車、名古屋站和長野站之間的信濃號列車是長野縣在來線的主要特急列車。在長野新幹線（現北陸新幹線的一部分）於1997年開業之後，東京站和長野站之間最快只需90分就可抵達:205。長野縣內還有信濃鐵道、長野電鐵、上田交通、ALPICO交通四家第三部門及私鐵公司。

### 公路
長野縣內第一條高速公路是開通於1975年的中央自動車道:205。現在長野縣內有中央自動車道、上信越自動車道、長野自動車道、中部橫斷自動車道、中部縱貫自動車道、三遠南信自動車道六條高速公路。長野縣內主要的普通公路有相當於北國街道的國道18號、相當於中山道的國道19號、相當於甲州街道的國道20號。

### 航空
開業於1965年的松本機場是長野縣唯一的民航機場。松本機場的標高有657.5米，是日本最高的機場。現在松本機場運行有前往札幌和福岡的定期航線，在8月還有飛往大阪機場的航線。2015年度，松本機場的乘客數約有11.65萬人。

## 觀光

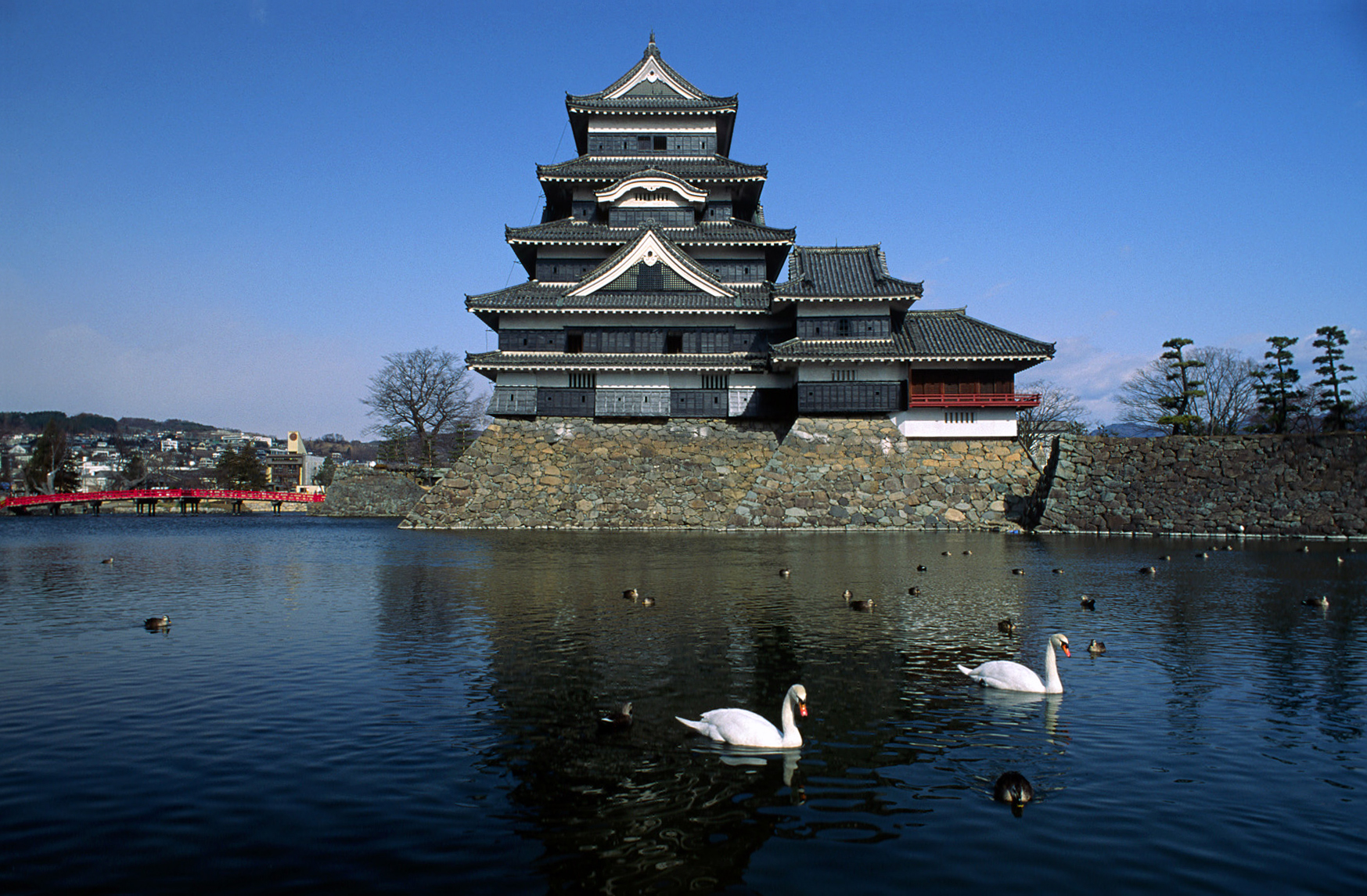
松本城有烏城的別名，其現存天守是日本國寶

長野市善光寺的阿彌陀三尊像是日本最古老的佛像，從未公開對外展示。善光寺本堂收納了阿彌陀三尊像，現存建築興建於1707年，是江戶時代中期佛教建築的代表作，被列入日本國寶。今日的善光寺仍然前來參拜的善男信女絡繹不絕，尤以丑年和未年的「御開帳」時期最多。松本城的天守是日本十二座現存天守之一，也是現存天守城郭中唯一的平城天守，同樣被指定為日本國寶。松本城天守群由大天守、乾小天守、渡櫓、辰巳附櫓、月見櫓五棟建築構成，屬於連結複合式天守，外觀五重六層，已有超過四百年的歷史。松本城在明治維新時雖然免於被拆除，但因長期陷入荒廢狀態，天守甚至一度傾斜。20世紀初期，當地中學校長小林有也發起修繕松本城的運動。在市民的募捐幫助下，松本城進行了大規模修復工程。1950年代，松本城再次進行大規模修理，得以恢復江戶時代的舊貌。
多樣的地形使得長野縣是登山運動和盛夏避暑的聖地。輕井澤在江戶時代曾是宿場町，明治時代之後則變身成為外國人的避暑度假地。20世紀之後，輕井澤興建了眾多日本人的別墅和療養院。現在的輕井澤是日本最具代表性的高級避暑度假地之一。上高地位於飛驒山脈南部的梓川上游地區，是中部山岳國立公園的一部分，標高約1,500米。明治時代，英國人傳教士沃爾特·威斯頓在著書中介紹了上高地，使得上高地一躍成為世界著名的山岳度假地和登山勝地。志賀高原地處上信越高原國立公園中部，珍貴的濕地使得這裡是眾多珍稀動植物的棲息地。志賀高原還擁有眾多溫泉，並且還是日本滑雪運動的一大勝地。位於長野縣中部的美原是日本百名山之一，附近視野開闊，可在此一覽廣大範圍的景色。安曇野是長野縣主要的農業地區之一，以眾多湧泉而著稱。長野縣內溫泉度假地眾多，著名溫泉度假地有淺間溫泉、野澤溫泉等地。

## 外部連結
- 長野縣官方觀光網站(中文繁体)
- 長野縣官方觀光網站(中文簡体)

| - 長野縣官方網站(日文) （页面存档备份，存于） - 長野縣的統計情報(日文) | - 信州旅遊網(日文) （页面存档备份，存于） - 梓川的自然(日文) （页面存档备份，存于） |